# Ślęzawa
Ślęzawa (Malope L.) – rodzaj roślin z rodziny ślazowatych. Obejmuje 3–4 gatunki. Rośliny te występują w basenie Morza Śródziemnego, z czego dwa na kontynencie europejskim. Ślęzawa trójwrębna M. trifida jest uprawiana jako roślina ozdobna, także w Polsce.

## Systematyka
Synonimy taksonomiczne
- Malacoides Fabricius[3][5]

Pozycja systematyczna według APweb (aktualizowany system APG IV z 2016)
Należy do plemienia Malveae, podrodziny Malvoideae, rodziny ślazowatych Malvaceae, rzędu ślazowców, kladu różowych (rosids) w obrębie okrytonasiennych (Magnoliophyta ).
Pozycja w systemie Reveala (1993-1999)
Gromada okrytonasienne (Magnoliophyta Cronquist), podgromada Magnoliophytina Frohne & U. Jensen ex Reveal, klasa Rosopsida Batsch, podklasa ukęślowe (Dilleniidae Takht. ex Reveal & Tahkt.), nadrząd Malvanae Takht., rząd ślazowce (Malvales Dumort.), podrząd Malvineae Rchb., rodzina ślazowate (Malvaceae Juss.), podrodzina Malopoideae Leurss., plemię Malopeae Rchb., podplemię Malopinae Benth., rodzaj ślęzawa (Malope L.).
Wykaz gatunków
- Malope anatolica Hub.-Mor.
- Malope malacoides L.
- Malope rhodoleuca Maire
- Malope trifida Cav. – ślęzawa trójwrębna